# Arboriculture fruitière
 (septembre 2018).
Si vous disposez d'ouvrages ou d'articles de référence ou si vous connaissez des sites web de qualité traitant du thème abordé ici, merci de compléter l'article en donnant les références utiles à sa vérifiabilité et en les liant à la section « Notes et références ».

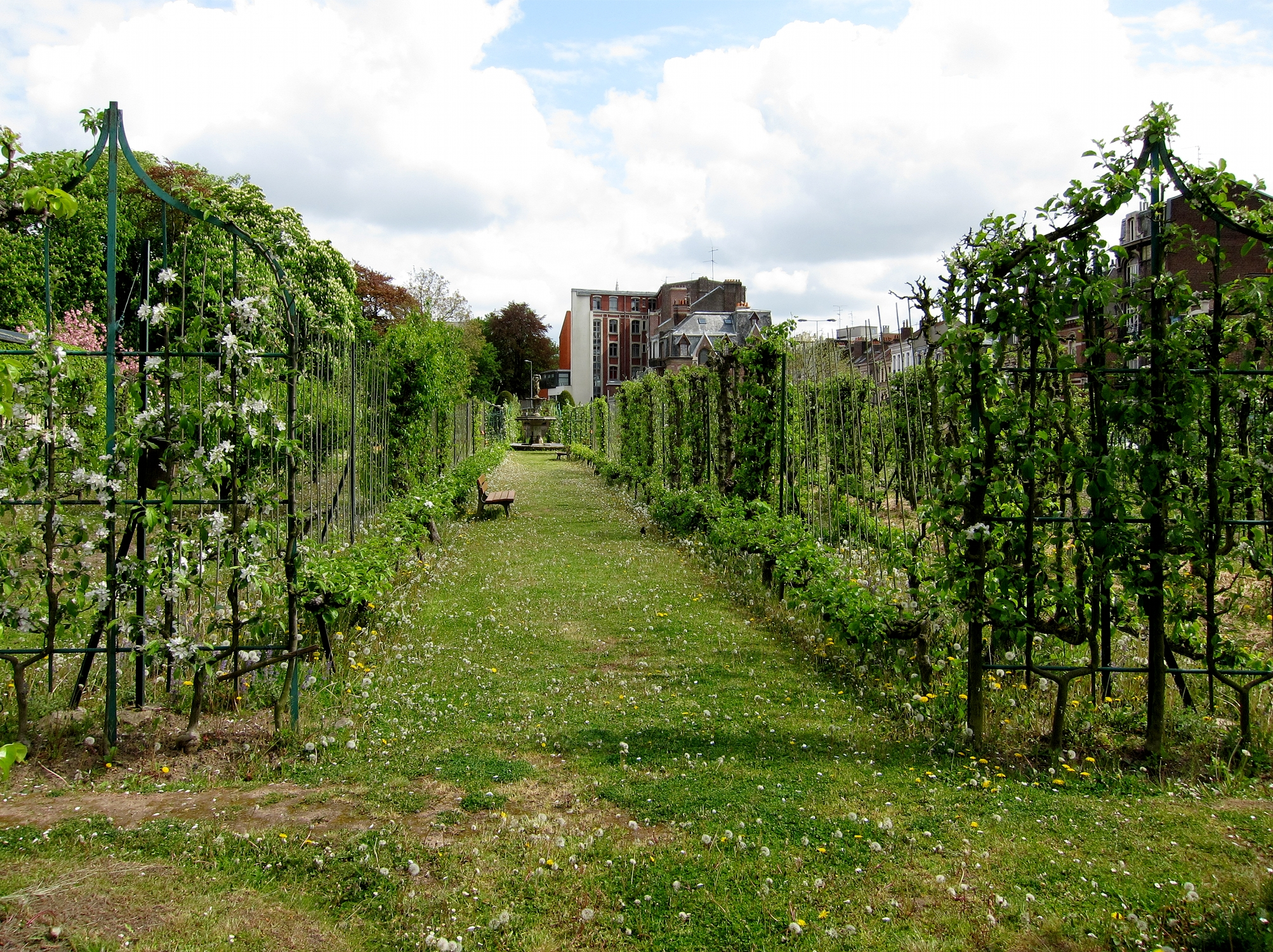
Le jardin d'arboriculture fruitière du jardin Vauban de Lille

L’arboriculture fruitière, ou fruiticulture, est une branche de l’arboriculture spécialisée dans la culture des arbres fruitiers afin d'en récolter les fruits.
Elle se pratique de différentes manières :
- l’arboriculture familiale se pratique dans le jardin des particuliers; parfois peu productive, elle ne vise pas seulement à satisfaire, plus ou moins complètement, aux besoins du ménage mais constitue aussi un loisir de plein air ; elle permet aussi de disposer sur le lieu de la consommation de variétés qui ne supportent pas bien le transport ou ne conservent pas assez longtemps pour être distribuées.
- l’arboriculture intensive se pratique dans des vergers spécialisés, souvent palissés, en vue d’approvisionner les marchés soit en fruits frais, soit en fruits destinés à la transformation industrielle (conserverie, confiturerie…). Il s’agit souvent de la spéculation principale des exploitations concernées, que l’on trouve surtout dans certaines régions qui réunissent les conditions de sol et de climat adaptées à chaque espèce.
- l’arboriculture extensive ou agroforesterie, source secondaire et complémentaire de revenus pour certaines exploitations agricoles, concerne surtout des arbres de haute-tige, très espacés pour laisser la place à des cultures complémentaires, notamment des prairies. Elle fournit surtout des fruits d’industrie, par exemple des pommes à cidre. Certains arbres, surtout à fruits secs (noyers, châtaigniers) sont parfois cultivés en arbres d’alignement le long des chemins et des routes secondaires, ou dans le bocage.

## Histoire
Elle remonte à la plus haute Antiquité connue : dans la Chine ancienne, pêcher et prunier étaient cultivés, en Mésopotamie, les pergolas de vignes et les arbres fruitiers formaient des clôtures du jardin. Au IIIe millénaire av. J.-C. Sargon d'Akkad (-2340 à -2284) rapportait de ses expéditions « des arbres, des vignes, des figues et des roses ». 
Au Moyen Âge, les monastères possédaient un verger planté d’arbres et d’arbustes fruitiers sous lesquels les moines étaient ensevelis. Pommier, poirier commun, pêcher, vigne amenée par les Romains, le capitulaire De Villis attribué à Charlemagne donne une liste de 16 arbres fruitiers indispensables.

## Classification des arbres et arbustes fruitiers
- arbres à noyaux : abricotier, cerisier, pêcher, prunier.
- arbres à pépins : pommier, poirier commun, cognassier.
- arbres à amandes : amandier, noisetier, noyer.
- autres : figuier, framboisier et groseillier, kiwi, vigne.

## Les techniques de l’arboriculture

### Multiplication végétative
- greffage
- marcottage
- bouturage
- drageonnage
- semis
- clonage végétal

### Plantation
D’octobre à avril, à l’automne dans les terres sèches et au printemps dans les terres lourdes. Les arbres à fruits à pépins sont plus difficiles sur la qualité du sol que les arbres à fruits à noyau. Les formes de plein vent sont achetées surtout sous forme de scions d’un an et de demi-tige et plantés tous les 5 à 7 mètres. Les gobelets peuvent être plantés à 4 mètres. Les cordons, les palmettes et les scions seront palissés le long d’un mur ou d’un espalier ou autre support. Les arbres basse-tige utilisés en arboriculture intensive et en haie fruitière dans les jardins des particuliers seront plantés avec tuteurs, en alignement et distants entre eux d'1,20 m minimum. 
Le sol idéal pour planter un arbre fruitier se compose de :
- 1/3 de sable pour faciliter le drainage et permettre aux racines de se développer facilement,
- 1/3 de limon pour permettre une bonne alimentation de la plante,
- 1/3 d'argile pour conserver l'humidité et éviter le lessivage des sels minéraux,
- des apports d'engrais réguliers si le sol n'est pas naturellement riche (ou si on souhaite augmenter la productivité du plant),
- du calcaire actif pour améliorer la capacité d'échange cationique.

Lors de la plantation, il est très important que le point de greffe de l'arbre se trouve au moins à une dizaine de centimètres au-dessus du niveau du sol.

### Fertilisation
Les arbres fruitiers ont besoin d'être fertilisés pour compenser la perte de sels minéraux correspondant à la récolte des fruits. Selon le type de sol, on fertilise en azote en deux ou trois apports annuels : 
- Deux apports en sols moyens ou lourds : 2/3 de l'azote avant la floraison et 1/3 au moment de la nouaison
- Trois apports en sols légers : 1/3 d'azote au stade B (réveil végétatif), 1/3 au stade EF (floraison), et 1/3 au stade GH (grossissement du fruit).

L'alimentation en phosphore et potasse des arbres est elle apportée en automne et de préférence localisée près des racines. La localisation de ces engrais en profondeur a fait preuve d'une grande efficacité comparativement à l'épandage en surface.
Lorsqu'un système d'irrigation existe, les engrais peuvent être incorporés dans l'eau d'irrigation afin d'être mieux diffusés par l'eau d'arrosage.

### Taille
La taille est une pratique nécessaire pour former les arbres ou améliorer leur fructification.
Il existe une taille de formation suivie d'une taille d'entretien.
La taille d'entretien des arbres à noyaux qui portent leurs fruits sur des rameaux de l'année et celle des arbres à pépins qui portent leurs fruits sur des rameaux anciens sont de ce fait très différentes.

## Risques liés
L'arboriculture fruitière est dépendante d'éléments plus ou moins contrôlables :
- le climat : même si on plante des espèces adaptées au climat, l'arboriculteur est toujours exposé à des risques de type "gelées tardives", grêle, sécheresse ou très grand froid.
- les maladies : Voir l'article Arbre fruitier
- les insectes ravageurs, lesquels peuvent nécessiter l'emploi d'un augmentorium.